# Lycosa subhirsuta
Lycosa subhirsuta är en spindelart som beskrevs av Ludwig Carl Christian Koch 1882. Lycosa subhirsuta ingår i släktet Lycosa och familjen vargspindlar. Inga underarter finns listade i Catalogue of Life.